# Them Crooked Vultures
Pour leur premier album, voir Them Crooked Vultures (album).
Them Crooked Vultures est un supergroupe américano-britannique de hard rock, originaire de Los Angeles, en Californie. Il est composé de Dave Grohl (fondateur des Foo Fighters, ex membre de Nirvana) à la batterie, de Josh Homme (de Queens of the Stone Age, Eagles of Death Metal, Kyuss et desert sessions) , à la guitare et au chant, et de John Paul Jones (ancien bassiste-claviériste de Led Zeppelin) à la basse. 
Le trio, accompagné d'Alain Johannes à la guitare, aux claviers et aux chœurs donne son premier concert à Chicago le 9 août 2009 et se produit régulièrement sur scène, aux États-Unis et en Europe dans la foulée de la sortie de son premier et seul album qui porte leur nom et qui est sorti le 17 novembre 2009. 
Le groupe est inactif depuis 2012, ses trois membres étant retournés à leurs occupations musicales respectives. Il se réunit cependant le 3 septembre 2022 lors d'un concert hommage à Taylor Hawkins.

## Historique

### Formation (2009)

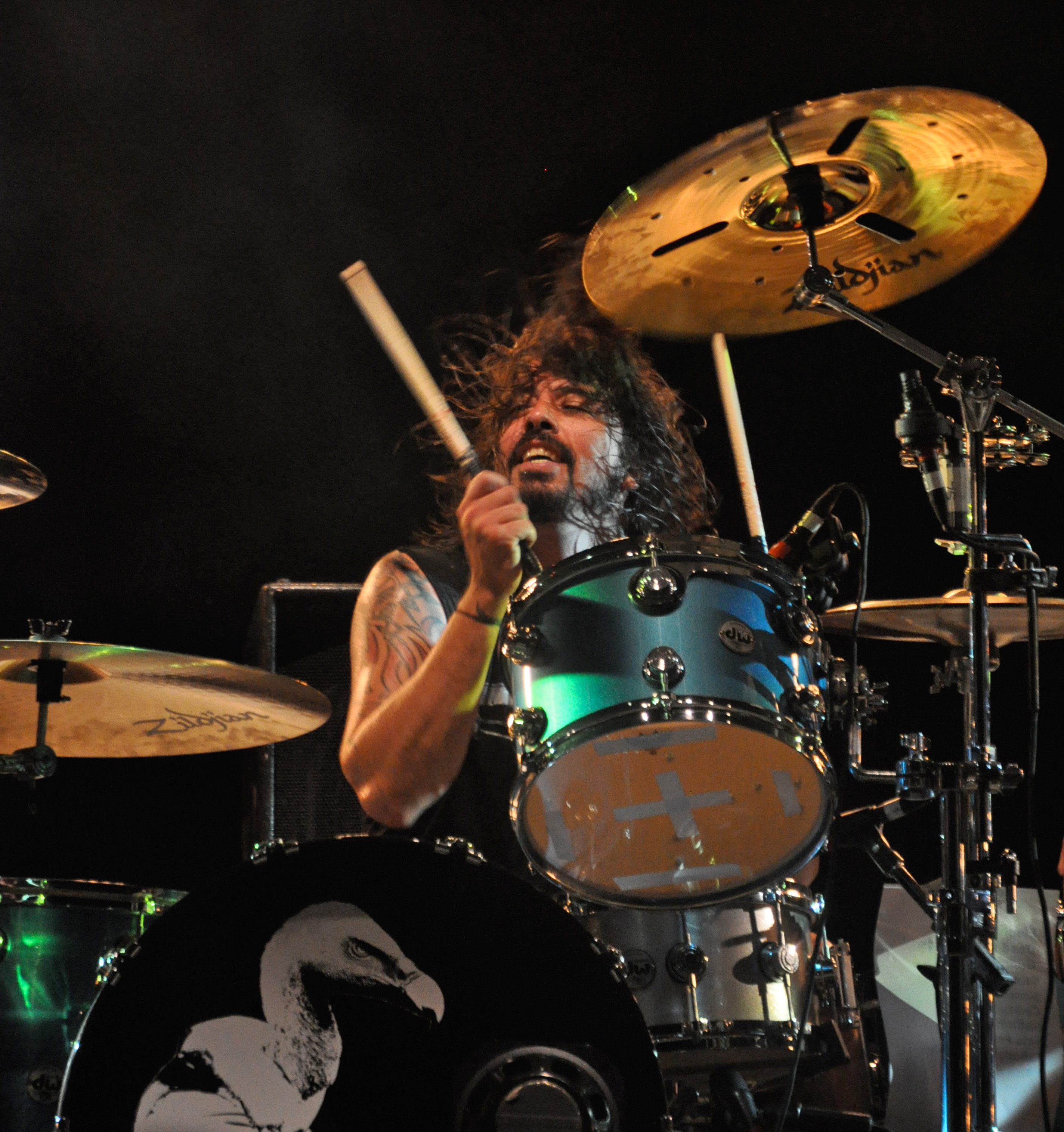
Dave Grohl en août 2009 à la télévision Austin City Limits

Une collaboration entre Josh Homme, Jones et Dave Grohl est pour la première fois mentionnée par Dave Grohl lors d'une interview en 2005 dans lequel il déclare : « Le prochain projet que j'essaye de mettre sur pied inclut moi-même à la batterie, Josh Homme à la guitare et John Paul Jones à la basse. C'est mon prochain album, ça devrait pas craindre. »
Dave Grohl, qui en juin 2008, fait monter Jimmy Page et John Paul Jones sur scène à Wembley lors d'un concert des Foo Fighters, reste en contact avec l'ancien bassiste de Led Zeppelin et l'invite au parc d'attractions californien Medieval Times où il organise une fête pour son 40e anniversaire en janvier 2009. Il s'arrange pour le faire asseoir à table à côté de son ami Josh Homme, les deux musiciens font ainsi connaissance et le projet prend forme. Pour Grohl (né en 1969) comme pour Homme (né en 1973), la possibilité de collaborer avec le bassiste d'un groupe légendaire qu'ils admirent depuis leur enfance (Dave Grohl se dit « Lifelong Zeppelin fanatic ») est un rêve incroyable auquel ils sont prêts à accorder la priorité par rapport à toutes leurs autres activités,.
Le trio se retrouve dès février 2009 dans le studio personnel de Josh Homme à Burbank, Californie, et très rapidement, le répertoire de scène, les morceaux du futur album, commencent à être mis en boîte. La musique, les arrangements sont entièrement coécrits, les paroles sont de Josh Homme, la production est également l'œuvre des trois membres du groupe. Pour le nom qu'ils choisissent (Ces vautours tordus), ils expliquent que tous ceux auxquels ils avaient pensé étant systématiquement déjà pris, ils se sont rabattus sur un dont ils étaient certains qu'il n'existait pas.

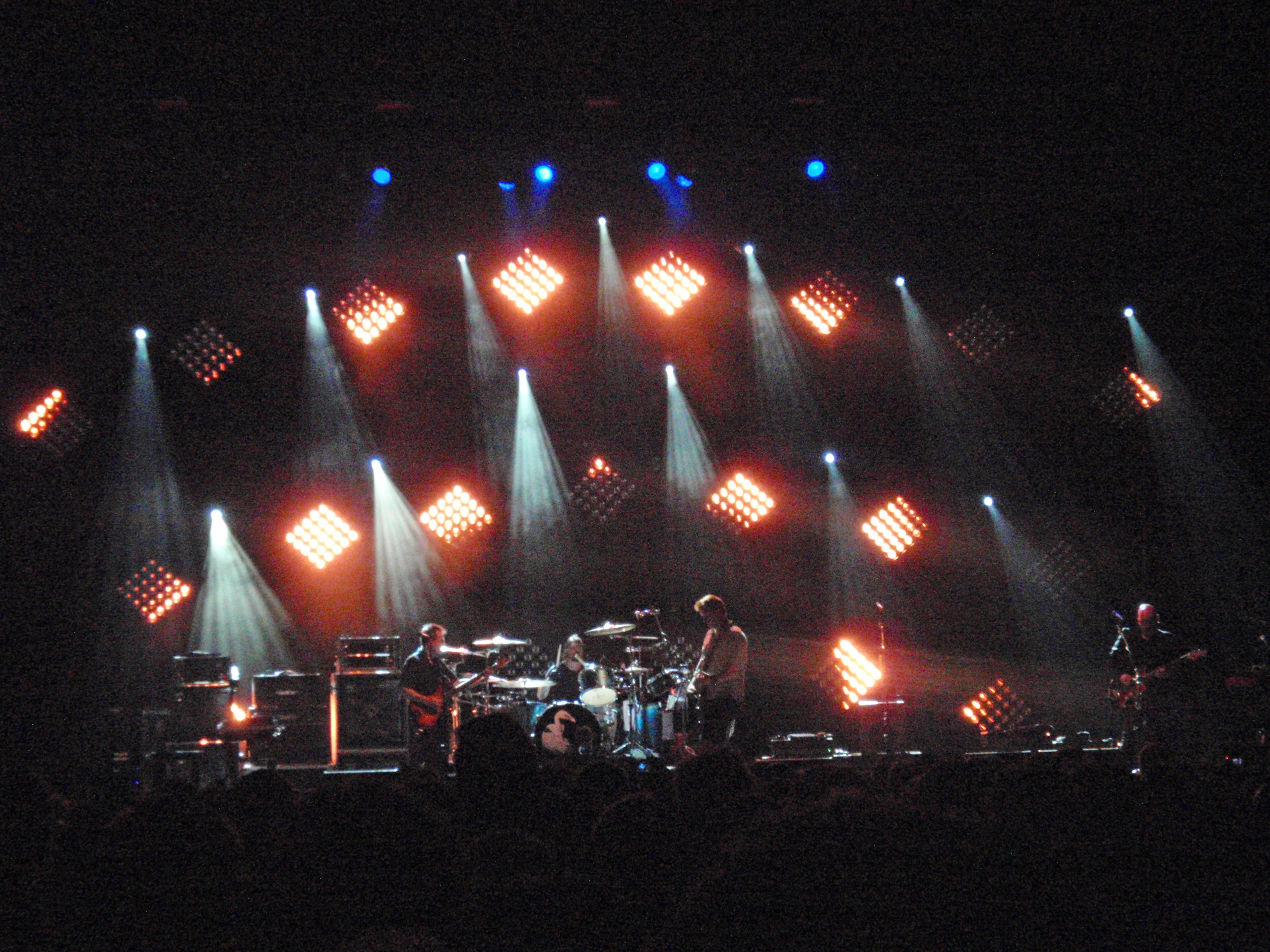
Them Crooked Vulture le 7 juin 2010 à Esch-sur-Alzette

Le secret est dans un premier temps tenu concernant ce nouveau groupe. Brody Dalle la femme de Josh Homme commente en juillet 2009 : « Je n'ai pas la liberté de parler du projet […] Mais je pense qu'il est carrément incroyable. Simplement des beats et des sons comme vous n'avez jamais entendus auparavant. ». Enfin en juillet 2009 le magazine NME révèle que le groupe est actuellement en train d'enregistrer à Los Angeles.
Le 9 août 2009, Them Crooked Vultures donne son premier concert à Chicago. Le groupe joue alors toutes ses nouvelles chansons durant 80 minutes. Le 19 août le groupe fait sa première prestation en Europe à Melkweg aux Pays-Bas, puis apparait sur différents festivals européens (dont Rock en Seine le 30 août, où le groupe se présente comme Les Petits Pois), partageant notamment la scène avec le groupe anglais Arctic Monkeys. Le groupe continue à tourner en 2010. Comme à l'époque de Led Zeppelin, John Paul Jones joue de la basse et des claviers sur scène (mais aussi du violon). Cependant, aucune chanson de son ancien groupe, ni des groupes des autres membres, ne sera interprétée en concert.

### Premier album (2009–2011)
Them Crooked Vultures, l'album homonyme du groupe est distribué sur le label Interscope Records aux États-Unis et Sony dans le monde. Le 21 octobre 2009, les radios annoncent que le premier single tiré de l'album sera New Fang, qui sort en avant première le 26 octobre 2009, il est ensuite diffusé en téléchargement libre. Le 9 novembre le groupe diffuse l'album entier en streaming sur son site web. L'album Them Crooked Vultures, comportant 13 titres, est publié le 17 novembre 2009. Il atteint aux États-Unis la 12e place du Billboard 200, la 4e des albums rock et la 1re des albums hard rock.
À la question « À part Led Zeppelin, est-ce le groupe le plus cool dans lequel vous ayez joué ? », John Paul Jones répond « sans aucun doute ! ». Dave Grohl explique de son côté que c'est le projet le plus excitant de sa vie de musicien et d'une façon générale, le trio a l'intention d'aller au-delà de ce premier disque. le groupe a continué à tourner en 2010, et un nouvel album est en projet, comme l'a expliqué John Paul Jones en novembre 2010, tandis que le groupe de Josh Homme est en sommeil et que le nouvel album des Foo Fighters de Dave Grohl, Wasting Light, est sorti le 12 avril 2011 en France,.

### Pause (depuis 2012)
Début décembre 2012, alors que Dave Grohl et Josh Homme se retrouvent une nouvelle fois sur scène à l'occasion d'un hommage à Led Zeppelin au Kennedy Center (en compagnie des membres restants du groupe), le batteur indique que le projet va reprendre la route très prochainement : « on a déjà discuté, et j'ai la conviction que bientôt on sera de nouveau en studio, parce qu'on adore jouer ensemble ». Il précisera également sa participation au prochain opus des Queens of the Stone Age.
En novembre 2019, Josh Homme se dit « pas opposé à réactiver Them Crooked Vulture, mais il laisse à Dave Grohl, l'initiateur du supergroupe, de le recontacter lui et John Paul Jones dès qu'il aura du temps libre sur son agenda, tout en précisant que tous trois " souhaitent qu'un nouvel album des Vultures voie le jour " ».

### Réunion (2022)
Le 3 septembre, le trio (toujours assisté d'Alain Johannes) se retrouve sur scène lors du concert en hommage au batteur Taylor Hawkins, mort le 22 mars précédent, et qui a été membre des Foo Fighters en compagnie de Dave Grohl.

## Discographie
- 2009 : Them Crooked Vultures

## Membres

### Membres actuels
- Josh Homme - chant, guitare
- John Paul Jones - basse, claviers, keytar, mandoline, lap-steel basse, violon, chœurs
- Dave Grohl - batterie, chœurs

### Musicien additionnel en concert
- Alain Johannes - guitare, basse, claviers, chœurs